# Batalla de Agua Dulce
La Batalla de Agua Dulce fue una batalla entre las tropas del ejército de México y los rebeldes del estado mexicano de Texas.

## Antecedentes
La llegada al poder de Antonio López de Santa Anna en 1833 condujo a varios estados mexicanos a una oposición abierta contra el gobierno. Uno de ellos fue el estado de Coahuila y Texas. La porción de Texas estaba principalmente habitado por inmigrantes del sur de los Estados Unidos. Cuando Santa Anna subió al poder, muchos habitantes de Texas se levantaron en armas. Con la caída de la ciudad de San Antonio, Goliad y otras ciudades mexicanas, Santa Anna decidió personalmente dirigir la campaña contra los rebeldes. Al mando de una fuerza denominada Ejército de Operaciones de unos 6,000 soldados en el norte de México, dividió sus fuerzas para obtener una mejor cobertura. El General mexicano José Urrea tenía el mando de las fuerzas del sureste mexicano, cuando su avanzada de exploradores descubrió a los texanos James Grant y Robert Morris junto a sus fuerzas. Grant y alrededor de cincuenta de rebeldes habían tenido mucho éxito, pues ya contaban con cientos de caballos salvajes que fueron conducidos a los asentamientos abandonados del pueblo de San Patricio. Al saber de su posición, Urrea no dudó en establecer una trampa para los rebeldes texanos en Agua Dulce.

## Batalla
Con una fuerza de cuarenta fusileros y ochenta dragones, el Ejército Mexicano esperó el amanecer para el ataque. Los rebeldes fueron rápidamente derrotados, y Grant, Morris y cuarenta soldados murieron en la emboscada. Sólo seis hombres lograron escapar además de Grant que huyó alrededor de 11 km antes de que la caballería mexicana lo atrapase.